# Hard Boiled (Comic)
Hard Boiled ist ein Cyberpunk-Comic-Groteske von den US-Amerikanern Frank Miller (Text) und Geof Darrow (Zeichnungen).

## Handlung
Der Androide Nixon veranstaltet immense Schäden bei seinem Job als Steuereintreiber in einem dystopischen, übervölkerten Amerika der Zukunft. Er selbst meint dabei ein ganz normales Familienleben zu führen. Ein weiterer Cyborg, getarnt als alte Frau, erzählt ihm seine eigentliche Mission: Er soll gegen seine eigene Herstellerfirma Willeford rebellieren, um die anderen Roboter befreien zu können. Er scheitert jedoch an der Übermacht des Unternehmens und wird schließlich zu einem „Normalbürger“ umprogrammiert.

## Veröffentlichung
Die Miniserie wurde in drei Heften von 1990 bis 1992 bei Dark Horse Comics verlegt. 1993 erschien ein Sammelband beim Verlag. 2017 erschien ein von Dave Stewart neu-colorierter Sammelband.
In Deutschland erschienen die Geschichten ab 1991 in Schwermetall und danach in zwei Alben beim Verlag. 2008 erschien ein Sammelband bei Cross Cult und 2018 der neu-colorierte Sammelband.